# Praravinia bullata
Praravinia bullata är en måreväxtart som beskrevs av Cornelis Eliza Bertus Bremekamp. Praravinia bullata ingår i släktet Praravinia och familjen måreväxter. Inga underarter finns listade i Catalogue of Life.